# Daryl Sabara
Daryl Christopher Sabara (ur. 14 czerwca 1992 w Torrance w stanie Kalifornia, USA) – amerykański aktor. Znany z roli Juniego Corteza w filmie Mali agenci. Zagrał również rolę gościnną T.J.'a Taylora w serialu Czarodzieje z Waverly Place, a także w filmie John Carter jako Edgar Rice Burroughs.
Ma brata bliźniaka, Evana. Jest mężem Meghan Trainor.